# MyNetworkTV
MyNetworkTV (également abrégé MyTV, MyNet ou MNTV, et parfois incorrectement référé sous le nom de « My Network ») est un réseau de télévision (service de syndication) américaine, propriété de Fox Entertainment Group, une division de 21st Century Fox jusqu’en 2019, avant la scission à la suite du rachat par Disney. MyNetworkTV est une compagnie sœur du réseau Fox, mais opère séparément.
MyNetworkTV a été lancé le 5 septembre 2006 à l'aide d'un groupe de stations affiliées qui couvrent 96 % des marchés aux États-Unis, la plupart étant d'anciens affiliés aux réseaux The WB et UPN.
Le 28 septembre 2009 à la suite de cotes d'écoute décevantes, MyNetworkTV est devenu un service de syndication.

## Historique
Chris-Craft Industries était une des compagnies à l'origine du lancement du réseau UPN qui a été lancé le 16 janvier 1995. En 2000, News Corporation (compagnie mère du réseau Fox) fait l'acquisition de Chris-Craft Industries et possède alors les stations-clé dans les trois plus grands marchés : WWOR-TV à New York, KCOP-TV à Los Angeles et WPWR-TV à Chicago. À la suite des inquiétudes sur le futur du réseau UPN en 2003, Fox signe un contrat de 3 ans avec le réseau.
Le 24 janvier 2006, UPN et The WB annoncent la fusion de leurs activités en fermant leur réseau respectif et en créant The CW (CBS et Warner Brothers). Les stations retenues pour le nouveau réseau sont formées de Tribune Company qui possède les stations-clé WPIX à New York, KTLA à Los Angeles et WGN-TV à Chicago alors que CBS possédait onze stations UPN qui vont rejoindre le nouveau réseau. Ces stations combinées couvrent 48 % des marchés aux États-Unis. Dans les autres marchés, une station indépendante ou anciennement affiliée la plus prometteuse a été choisie pour rejoindre le réseau.
Le lendemain de l'annonce, les stations UPN qui appartiennent à Fox ont retiré toutes les références et promos de UPN jusqu'au dernier jour mais en diffusant quand même la programmation réseau. Un mois plus tard le 22 février 2006, Fox annonce la création d'un nouveau réseau MyNetworkTV en affiliant ses stations. Sinclair Broadcast Group a contribué 17 de ses stations au nouveau réseau alors que Tribune a affilié ses stations de Philadelphie et Seattle. Plusieurs autres stations indépendantes et anciens affiliés se sont rejoints au réseau. Dans certains marchés, la programmation du réseau est diffusée soit comme affiliation secondaire ou sur un sous-canal numérique. Au lancement le 5 septembre 2006, le réseau rejoignait 96 % des marchés.

## Programmation
Le format initial visait l'auditoire des 18 à 49 ans dans un format de telenovela. Deux telenovelas étaient diffusés durant treize semaines du lundi au vendredi (et un récapitulatif le samedi) et deux nouvelles séries commencent pour treize autres semaines. Ce système apportait des problèmes chez certains affiliés qui devaient remplacer la programmation pour diffuser du sport en direct. Les émissions remplacées devaient être diffusés le plus tôt possible le lendemain afin de conserver la continuité des séries, en contraste avec les stations du réseau The CW ont la liberté de diffuser la programmation réseau manquée le samedi suivant. À la suite de cotes d'écoutes décevantes, la direction du réseau décide pour le 3e cycle en mars 2007 de diffuser les telenovelas qu'un soir par semaine. Le reste de la programmation est alors occupée par la diffusion de films ainsi que le International Fight League (Mixed martial arts).
Feuilletons diffusés:
- Desire (5 septembre au 5 novembre 2006 à 20 h)
- Fashion House (5 septembre au 5 décembre 2006 à 21 h)
- Wicked Wicked Games (en) (6 décembre 2006 au 6 mars 2007 à 20 h)
- Watch Over Me (en) (6 décembre 2006 au 6 mars 2007 à 21 h)
- American Heiress (en) (13 mars au 18 juillet 2007, un soir par semaine)
- Saints & Sinners (en) (14 mars au 18 juillet 2007, un soir par semaine)

À l'automne 2007, les telenovelas ont été éliminés et le réseau diffusait des émissions de téléréalité et des émissions de sports. Le 26 février 2008, a annoncé avoir signé une entente afin de diffuser WWE SmackDown dont le contrat avec The CW expirait en septembre 2008. Sa première diffusion a eu lieu le vendredi 3 octobre 2008 et a attiré 3,2 million de téléspectateurs, la plus haute enregistrée pour le réseau. Smackdown est passé au réseau câblé Syfy en octobre 2010. En janvier 2009, des rediffusions de la série Twilight Zone de 2002 occupaient la case du lundi soir.
Il a été annoncé le 9 février 2009 que MyNetworkTV deviendrait un service de syndication, qui a pris effet le 28 septembre 2009. On retrouve des rediffusions de séries telles que Burn Notice, Law & Order: Criminal Intent, Monk, Without a Trace et jeux télévisés telles que Are You Smarter Than a 5th Grader? et Don't Forget the Lyrics!.

## Canada
Au Vermont, la station WGMU-CA de Burlington, qui s'identifiait sous le nom de « My 39 » opérait une antenne de faible puissante à St. Albans en analogique au canal 52 qui atteint à peine Montréal. À la suite de difficultés financières de son propriétaire Equity Broadcasting, elle a cessé de diffuser en décembre 2008. Cette station n'est pas distribuée sur le câble au Québec.
Dans la région de Toronto, Rogers Communications offre l'affilié WNYO-TV de Buffalo en définition standard à ses abonnés.
À l'ensemble du Canada, la station WSBK-TV de Boston est disponible en tant que « Superstation » aux abonnés du câble et satellite. Elle était affiliée au réseau UPN jusqu'en septembre 2006 et est devenue indépendante depuis. À la suite d'un changement d'affiliation dans le marché de Boston, WSBK-TV s'est affiliée au réseau MyNetworkTV dès le 19 septembre 2011.

## Affiliés
Depuis que le réseau est devenu un service de syndication en septembre 2009, l'affiliation de MyNetworkTV peut se retrouver sous toutes les formes : affiliation principale d'une station, en seconde affiliation sur un des cinq grands réseaux, en sous-canal numérique en définition standard, sur une station de faible puissance, ou encore en temps partagé avec une autre affiliation tels que Me-TV ou This TV, ou totalement absente dans les petits marchés.
- WWOR-TV à New York
- KCOP-TV (en) à Los Angeles
- WPWR-TV (en) à Chicago
- WPHL-TV (en) à Philadelphie
- KDFI (en) à Dallas
- KRON-TV (en) à San Francisco
- WSBK-TV à Boston
- WNYO-TV (en) à Buffalo
- WOLF-TV à Hazleton
- KCRG-TV à Cedar Rapids
- KEYT-TV à Santa Barbara
- KUIL-LD à Beaumont / Port Arthur
- KECY-TV à El Centro et Yuma
- KFBB-TV à Great Falls